# TV5 Monde
TV5 Monde (stilizat „TV5MONDE”), inițial denumită TV5, este un canal de televiziune francofon internațional creat la 2 ianuarie 1984. Cu sediul la Paris, TV5 Monde este deținut în comun de societăți publice audiovizuale din Franța, din Belgia, din Elveția, din Canada și Québec.
TV5 Monde este una dintre marile rețele mondiale de televiziune. Ea difuzează 10 programe regionalizate distincte, cât și 2 Web TV și 3 canale tematice pentru tineret și cultură. TV5 Québec Canada face parte din rețea, însă este proprietatea Consorțiului de Televiziune Québec-Canada. În calitate de operator al Organizației Internaționale a Francofoniei (OIF), TV5 Monde pune la dispoziție un portal multimedia gratuit și interactiv pentru învățarea și predarea limbii franceze.
Este difuzat în limba franceză, subtitrat în 12 limbi, printre care și română, prin unde hertziene, satelit, cablu, IPTV și World Wide Web. Este disponibilă în hoteluri, companii aeriene, feroviare și maritime. Disponibilă în 291.000.000 de cămine (locuințe) din 200 de țări, TV5 Monde era urmărită, în fiecare săptămână de 50.000.000 de telespectatori, în 2016, în timp ce site-ul său web era vizitat, în medie, de 3.600.000 de internauți, în fiecare lună din 2015.

## Sigle

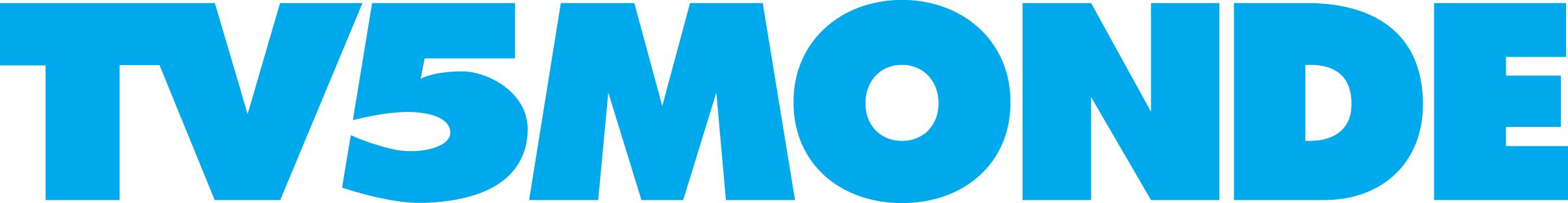
Siglă folosită în perioada 26 ianuarie 2009 - 4 decembrie 2021

## Activități

### Televiziune
TV5 Monde emite 10 programe regionalizate distincte, dintre care nouă sunt difuzate din Paris de către operatorul TV5 Monde S.A., iar al zecelea, TV5 Québec Canada, de la Montréal de către operatorul TV5 Québec Canada. Toate programele sunt în franceză, dar subtitrări în limbi străine sunt disponibile potrivit programelor..
- TV5 Monde Europe: primul canal al TV5 Monde a fost creat în 1984. Subtitrări sunt disponibile în germană, engleză, spaniolă, neerlandeză, română, rusă și franceză.
- TV5 Québec Canada: canal creat în 1988 destinat telespectatorilor din Canada și din Québec, difuzat de operatorul din canadian-quebecos.
- TV5 Monde Afrique: canal creat în 1992 cu destinația Africa francofonă. Subtitrări în engleză.
- TV5 Monde Amérique Latine: canal creat în 1992 cu destinația America Latină și Caraibe. Subtitrări în spaniolă și portugheză.
- TV5 Monde Asie: canal creat în 1996 cu destinația Asia-Pacific (UTC+05:30 à UTC+12:00)[6]. Subtitrări în engleză și vietnameză.
- TV5 Monde États-Unis: canal cu plată creat în 1998 cu destinația Statele Unite ale Americii. Subtitrări în engleză.
- TV5 Monde Maghreb-Orient: canal creat în 1998 cu destinația Maghreb și Orientul Mijlociu. Subtitrări în arabă.
- TV5 Monde France Belgique Suisse: canal creat în 1999 cu destinația țărilor europene francofone.
- TV5 Monde Pacifique: canal creat în 2009 cu destinația Extremul Orient și Oceania (UTC+08:00 - UTC+12:00)[6]. Subtitrări în engleză, coreeană și japoneză.
- TV5 Monde Brésil: canal creat în 2015 cu destinația Brazilia.[7]. Subtitrări în spaniolă și portugheză.